# Mănăstirea Humorului
Mănăstirea Humorului es una comuna ubicada en el distrito de Suceava, Rumania.

## Superficie
Posee una superficie de 97,08 kilómetros cuadrados.

## Demografía
Hasta 2021 la población era de 3072 habitantes, con una densidad de población de 31,64 habitantes por kilómetro cuadrado.